# Niasia bukat
Niasia bukat es una especie de insecto coleóptero de la familia Chrysomelidae.
Fue descrita científicamente en 1998 por Reid.